# List & von Bressensdorf

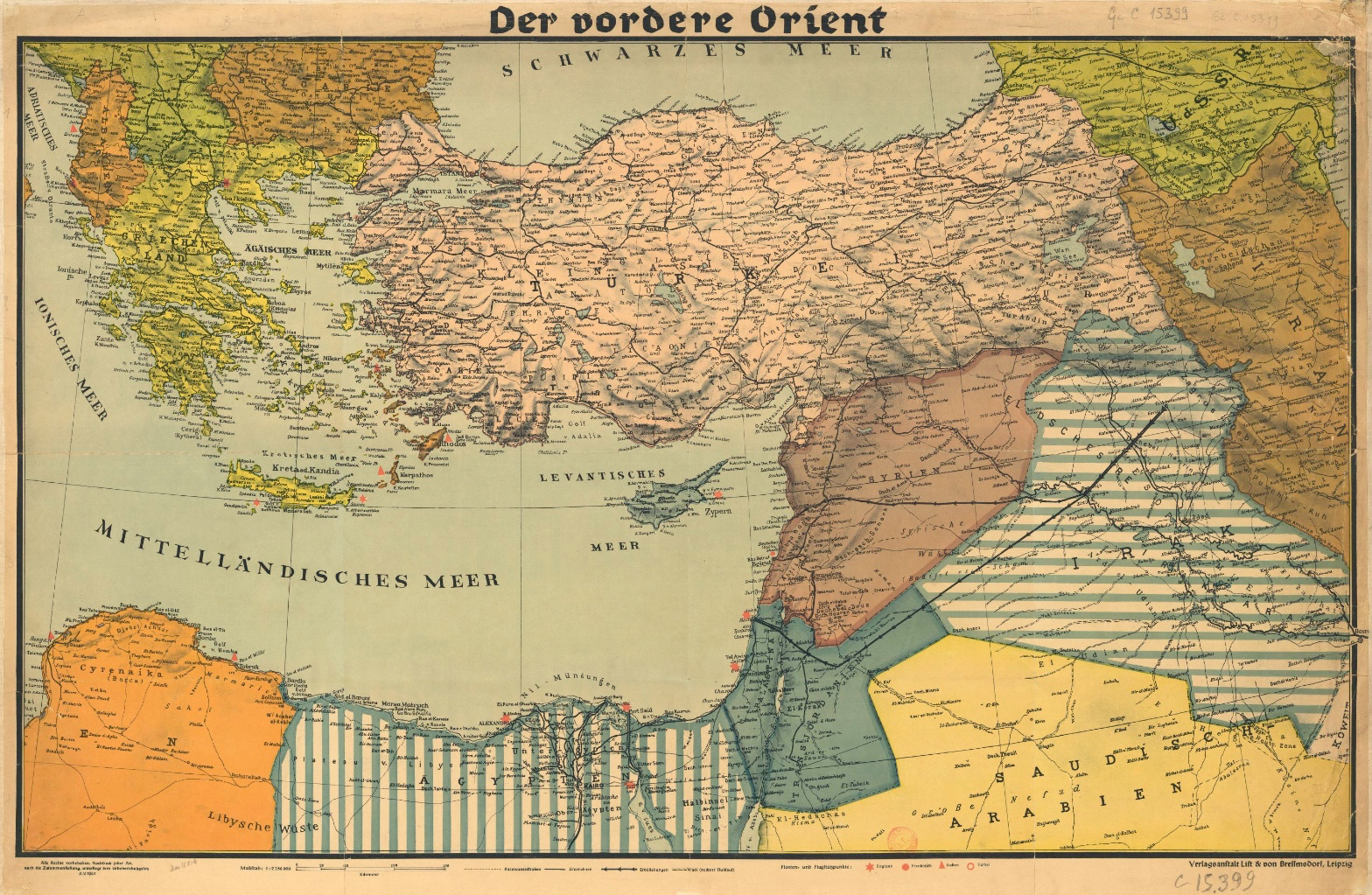
Wandkarte, Der vordere Orient, 1941

List & von Bressensdorf war ein geographischer Verlag in Leipzig von 1907 bis etwa 1955.

## Geschichte

Paul List (links) und Felix von Bressensdorf (rechts), um 1908

1907 gründeten Paul List und  Felix von Bressensdorf die Geographische Verlagsanstalt List & von Bressensdorf in Leipzig, als Nachfolger des Verlages von Helmut Wollermann in Braunschweig. Sie gaben vor allem geographisches Lehr- und Lernmaterial heraus, also Karten, Atlanten und geographische Schulbücher, und entwickelten sich auf diesem Gebiet zu einem der führenden Verlage in Deutschland.
Nach dem Tod von Paul List 1929 übernahm dessen Sohn Paul Walter List dessen Verlagsanteile. Von 1944 ist die letzte Kriegskarte bekannt, (auch im Ersten Weltkrieg hatte der Verlag Karten nach den aktuellen Ereignissen erstellt).
Ab 1946 unterstützte die kartographische Abteilung den neuen Schulbuchverlag Volk und Wissen bei der Erstellung einiger Karten und Atlanten.  1947 erhielt der vorherige Prokurist Heinz Schöbel eine neue Verlagslizenz durch die Sowjetische Militäradministration, da Paul Walter List (und wahrscheinlich auch Felix von Bressensdorf) in den Westen gezogen waren. Es erschienen einige neue Kartenwerke bis 1953, die letzte Neuauflage 1955. In dieser Zeit wurde der Verlag List & von Bressensdorf in Leipzig geschlossen.
Im Paul List Verlag in München erschienen danach über viele Jahre auch einige geographische Lehrmaterialien.